# Analyse psychopathologique
L'analyse psychopathologique vise à comprendre les processus mentaux liés aux symptômes rencontrés chez un sujet. 
Elle s'inscrit dans une démarche clinique et dépend fortement de l'orientation théorique du clinicien. 
Elle détermine : 
- Les types de conflit, d'angoisse et de défense
- Le mode de relation aux objets d'investissement[2]

Ces éléments donnent une indication sur l'organisation profonde du psychisme (la structure), qui déterminera un potentiel de décompensation (ou vulnérabilité psychologique) . 

## Notions

### La démarche clinique
C'est la rencontre du clinicien avec un sujet singulier. La relation intersubjective clinicien-patient est cruciale.
La démarche clinique a deux niveaux d'analyse : 
- La description sémiologique (identifier les signes et/ou symptômes)
- La compréhension (ou analyse) psychopathologique[4].

### Les défenses
Les processus de défense entraînent des résistances dans la progression du traitement. Cette notion, initiée par Freud à l'origine, s'est généralisée aujourd'hui. 

### Les symptômes
Ce sont les phénomènes permettant d'induire la présence d'un état pathologique. Comme en pathologie organique, ils ont une fonction défensive donc une valeur positive pour le sujet, qui explique leur présence. 
En psychopathologie, l'agression n'est jamais vraiment externe : l'événement extérieur est toujours médiatisé par la mémoire du sujet, et entraîne des conflits intra-psychiques, donc une angoisse. Et le sujet met en place des défenses en réaction à cette angoisse. Les processus défensifs limitent les tensions, et permettent au sujet de les supporter. 
Mais dans un trouble psychique, les défenses se caractérisent par leur rigidité, et enferment le sujet dans un fonctionnement défensif. 
Le pathologique peut précisément se définir par la rigidité des défenses. 